# IV. Leó örmény király
IV. Leó (1308/09 – Szisz, Kis-Örményország (Kilikia), 1341. augusztus 28.) vagy más számozás szerint V. Leó, örményül: Լևոն Ե, franciául: Léon IV d'Arménie, örmény király. I. Izabella örmény királynő és I. Hetum örmény király dédunokája. Az örmény királyi ház, a Szaven-Pahlavuni-dinasztia hetumida ágának az utolsó tagja.

## Élete
Apja I. Osin örmény király, II. Leó örmény királynak, I. Izabella örmény királynő és I. Hetum örmény király fiának és Küra Anna (–1285) lamproni úrnőnek a fia.
Édesanyja Izabella korikoszi úrnő, a történetíró Korikoszi Hetum (–1314/18) és Ibelin Izabella (–1306 után) egyetlen lánya. Leó anyai nagyanyja, Ibelin Izabella I. Izabella örmény királynő és I. Hetum örmény király unokája volt a lányuk, Szaven-Pahlavuni Mária (–1310 után) örmény királyi hercegnő révén, aki Ibelin Guidóhoz (1235/40–1270 után/1289 előtt), Ibelin Baldvinnak, Ciprus udvarmesterének a fiához ment feleségül. Ibelin Izabella az Ibelin család ún. udvarmesteri ágából származott. Leó anyja, Korikoszi Izabella királyné két gyermeket szült, és második gyermekének a szülésébe halt bele 1310-ben, így édesanyját nagyon korán elvesztette. Édestestvére nem sokkal a születése után szintén elhunyt. Ekkor apja, I. Osin újraházasodott, és feleségül vette Johanna tarantói hercegnőt, I. Róbert nápolyi király unokahúgát és I. Károly magyar király elsőfokú unokatestvérét. A házasságukból újabb két gyermek született, de ők is kisgyermekkorukban meghaltak.
1320. július 20-án meggyilkolták I. Osin királyt, akit 11 vagy 12 éves fia, Leó követett a trónon, de mivel még kiskorú volt, így nagybátyja, anyjának a testvére, Osin (–1329), Korikosz ura lett Örményország régense. A régens nagybácsi ekkor erőszakkal feleségül vette az özvegy örmény királynét, Leó mostohaanyját, Tarantói Johannát, aki 1323-ban gyermekszülésben vesztette életét. Ugyanakkor Korikoszi Osin 1321-ben összeházasította első házasságából származó lányát, Alizt unokaöccsével, IV. Leóval. A pápai diszpenzációt 1321. augusztus 10-én állították ki. A házasságból egy fiú, Hetum herceg született, aki viszont kiskorában meghalt. IV. Leó amint elérte a nagykorúságot, és átvette az uralmat a régensi szerepet vivő após-nagybátyjától, meggyilkoltatta mind a régens nagybátyját, Aliz apját, mind pedig a hadsereg-főparancsnoki tisztséget betöltő nagybátyját, Korikoszi Konstantint, Lampron urát 1329. január 26-án. Aliz szintén férje bosszúhadjáratának esett áldozatul, de nem tudni, apja előtt vagy apja halála után gyilkolták meg 1329-ben.
Leó másodszorra 1331. december 29-én Aragóniai Konstancia szicíliai királyi hercegnőt, II. Frigyes szicíliai király és Anjou Eleonóra nápolyi királyi hercegnő lányát, valamint özvegy ciprusi királynét vette feleségül. Tarsusban koronázták örmény királynévá. Házasságuk gyermektelen maradt, ezért mikor IV. Leót 1341. augusztus 28-án az örmény fővárosban, Sziszben meggyilkolták, vele kihalt a Szaven-Pahlavuni-dinasztia Hethumida vonalának férfi ága. Végrendeletében nagynénjének, Szaven-Pahlavuni Izabella örmény királyi hercegnőnek a legidősebb élő fiát, Lusignan Guidót tette meg örökösévé. Guido azonban ekkor Konstantinápolyban élt, így az ő Örményországba érkezéséig és II. Konstantin néven való trónra üléséig, az ekkor az örmény hadsereg-főparancsnoki tisztet betöltő öccse, Lusignan János uralkodott régensként. A ciprusi uralkodóház, a Lusignan-dinasztia, ekkor került uralomra Örményországban, és János házasságon kívül született fia, Leó lett V. Leó néven az Örmény Királyság utolsó királya.

## Gyermeke
- 1. feleségétől, Aliz (1309 körül–1329) korikoszi úrnőtől, 1 fiú:
  - Hetum (1321 után–1329 előtt) örmény királyi herceg és trónörökös
- 2. feleségétől, Aragóniai Konstancia (1306–1344) szicíliai királyi hercegnőtől és özvegy ciprusi királynétól, nem születtek gyermekei